# Porsgrunn/Skien
Porsgrunn/Skien er et byområde i Vestfold og Telemark fylke i Norge, der pr. 4. november 2019 totalt havde 93.255 indbyggere fordelt i kommunerne Skien, Porsgrunn og Bamble. Byområdet omtales også som en dobbeltby eller flerkerneby, fordi de to byer Skien og Porsgrunn er vokset sammen. Byerne Brevik i Porsgrunn kommune og Langesund og Stathelle i Bamble kommune udgør også en del af Porsgrunn/Skien, som altså består af to store og tre mindre byer. 
Dobbeltbyen Porsgrunn/Skien udgør den centrale del af Grenlandsregionen.
59°04′36″N 9°41′13″Ø / 59.0767°N 9.6869°Ø